# Xavier Letourneur
 (février 2022).
Xavier Le Tourneur d'Ison, dit Xavier Letourneur, est un acteur et metteur en scène français.

## Biographie
Après avoir fait des études de sciences économiques à l'université de Paris X, Xavier Letourneur passe le diplôme d'études comptables supérieur puis travaille pendant huit ans dans une banque du groupe CGE - Alcatel (de 1975 à 1984). En 1978 il décide parallèlement de s'inscrire au Cours Simon d'où il sortira en 1981.
Pendant deux ans, il joue au café théâtre tout en continuant à travailler à Électro Banque.
Après avoir participé à la création du Sentier des Halles en 1982, il joue et met en scène huit spectacles au théâtre d'Edgar. Il y rencontre Christian Dob et Michel Rougeron. En 1994, il crée avec ces derniers et son épouse Muriel Lemaire le Théâtre le Mélo d’Amélie où il va choisir pendant plus de 15 ans les spectacles qui s'y jouent. C'est pendant cette période qu'il croise Olivier Marchal qui le fera jouer dans Braquo.
Avec ses camarades du théâtre d'Edgar, il participera activement au Petit Théâtre de Bouvard pendant trois ans à la fin des années 1980.
C'est surtout à partir de 1992 qu'il va tourner dans de nombreux téléfilms et séries.
Il va rencontrer Christian Lara avec qui il va tourner  neuf films et Éric Civanyan qui va le mettre en scène dans cinq pièces de théâtre et quatre films.
Il travaille très souvent avec Claude-Michel Rome rencontré au cours Simon.
Il met en scène une trentaine de pièces dont J'aime beaucoup ce que vous faites qui, créée au Mélo d’Amélie, s’est joué plus de 17 ans dans des grands théâtres parisiens.Actuellement de retour au Mélo d’Amélie pour une 20ème année.

## Théâtre

### En tant que comédien
- 1981 : Pourquoi de et mis en scène par Claude-Michel Rome au Fanal.
- 1982 : Meurtres au 700 ter rue des espadrilles de Xavier Letourneur au Sentier des Halles.
- 1983/84 : Fais voir ton Cupidon de Patrick Pessis au Café d'Edgar.
- 1983/84 : Dieu m'tripote de et mis en scène par Stéphane Hillel au Café d'Edgar.
- 1983/89 : Les Babas cadres de Christian Dob au Théâtre d'Edgar.
- 1985 : C'est encore loin la mairie de C. Dob mise en scène Patrick Zard au Tintamarre.
- 1987 : La Pension de Hafed Benotman, mise en scène Nicolas Benotman au Théâtre d'Aix en Provence.
- 1987/90 : Nous on fait ou on nous dit de faire de et mis en scène par Michel Bonnet au Théâtre d'Edgar.
- 1990 : Coyote saloon de Christian Dob, mise en scène Éric Civanyan en tournée avec Spectacle 2000.
- 1991 et 1997/98 : Les faux jetons de Michel Degand et X. Letourneur au Théâtre d'Edgar et au Mélo d'Amélie.
- 1992/93 : Petaouchnock de Christian Dob à la Comédie des Champs-Élysées, Théâtre de la Renaissance et Palais des Glaces.
- 1993/94 : Silence en coulisses de M. Frayn, mise en scène Jean Luc Moreau au Théâtre du Palais ROYAL.
- 1994/95 : Rififoin dans les labours de C. Dob au Mélo d'Amélie.
- 1995/96 : Passage avide de Christian Dob, mise en scène Thierry Liagre au Mélo d'Amélie.
- 1999 : Espèces menacées de Ray Cooney, mise en scène Eric Civanyan au Théâtre de la Michodière.
- 1999/2000 : Un Monde merveilleux de Didier Caron et Eric Laborie, mise en scène D Caron à la Comédie de Paris et au Splendid.
- 2000 et 2010/11 : Un conseil très municipal de C. Dob, mise en scène X. Letourneur au Mélo d'Amélie et Comédie Bastille.
- 2000/02 : Les acteurs sont fatigués d'Eric Assous, mise en scène Jacques Decombe à la Comédie Caumartin.
- 2001 : Les désirs de mon mari m'ont presque rendue folle de J. Tobias, mise en scène de Civanyan au Théâtre de La Michodière.
- 2002 : Entorse pour une enflure de C. Dob, mise en scène Christophe Correia à la Comédie Caumartin.
- 2003/04 : On n'avait pas dit 9 heures ?, de et mis en scène par Christophe Rouzaud au Splendid.
- 2004/05 : Daddy blues de Bruno Chapelle et Martine Visciano, mise en scène de Civanyan à La Michodière et en tournée Nouvelles Scènes.
- 2005 : Tout un cinéma d'Ivan Calbérac, mise en scène X. Letourneur à la Comédie Caumartin.
- 2006 : Le déclin de l'empire américain de Denys Arcand, adaptation et mise en scène Claude Michel Rome au Théâtre Daunou.
- 2008 : Toc toc, de et mis en scène par Laurent Baffie au Théâtre du Palais Royal.
- 2010 :  Réactions en chaine, de E. Carrière, J-M. Longval et Smaïn, mise en scène Pascal Legitimus en Tournée Les Grands Théâtres.
- 2011/12 : André le magnifique, mise en scène Didier Caron au Théâtre Michel et au Théâtre de La Tête d'Or (Lyon).
- 2013/14 :  Hier est un autre jour de Sylvain Meyniac et J-F. Cros, mise en scène Eric Civanyan aux Bouffes Parisiens et tournée N.Scènes.
- 2015/16 : Sans rancune de Sam Bobrick et Ron Clark, adaptation de Sébastien Azzopardi et Sacha Danino, mise en scène Sébastien  Azzopardi au Théâtre du Palais Royal et en tournée.
- 2017/18 : J'aime beaucoup ce que vous faites de Carole Greep mise en scène Xavier Letourneur au Café de la Gare.
- 2019/20 : A vrai dire de  Sylvain Meyniac et Manuel Gelin, mise en scène Catherine Marchal au Théâtre du Gymnase.
- 2021/22/23: «Les Cachottiers»  de Luc Chaumar, mise en scène Olivier Macé en tournée Les Grands Théâtres.

### En tant que metteur en scène
- Union libre et Une fille impossible d'Eric Assous au théâtre d'Edgar.
- Le bébé avec l'eau du bain de Christopher Durang au festival d'Avignon 1997.
- Bientôt les fêtes de Bruno Druart avec Claude Gensac et Bernard Menez en tournée Nouvelles Scènes.
- Anniversaire au self de Jean-Claude Danaud au Mélo d'Amélie.
- J'aime beaucoup ce que vous faites de Carole Greep créée en septembre 2003.
- Panne de télé de Laurence Jyl au Mélo d'Amélie.
- Un Conseil très municipal de Christian Dob au Mélo d'Amélie, Comédie de Paris et Comédie Bastille (plus de 1 000 représentations).
- Tout un cinéma d'Ivan Calbérac à la Comédie Caumartin.
- Amour et chipolatas de Jean-Luc Lemoine au Mélo d'Amélie, Théâtre le Temple, et Comédie Caumartin (plus de 2 000 représentations).
- Qui m'aime me suive de Bruno Druart avec Jean-Claude Bouillon, Pierre Maguelon et Claudine Coster en Tournée Nouvelles Scènes.
- On choisit pas ses vacances de Jean-Christophe Barc et Dominique Bastien à la Comédie Caumartin.
- Diète party de Frédéric Sabrou au Mélo d'Amélie.
- Échauffements climatiques de Sylvie Audecoeur et Olivier Yéni au Théâtre Fontaine.
- Le temps du gourdin de Philippe de Chauveron à la Comédie de Paris.
- Jackpot de Clément Naslin et Rémi Viallet au Mélo d'Amélie.
- L'amour est dans le poste de Maria Ducceschi au Festival d'Avignon 2012.
- De gros dossiers ou Je la sens bien cette histoire de Matthieu Burnel  au Mélo d'Amélie et Festival d'Avignon.
- Comment lui dire de Violaine Arsac  au Mélo d'Amélie.
- Franchise obligatoire de Matthieu Burnel avec Florent Peyre au Festival d'Avignon, en tournée et captation France 4.

## Filmographie

### Cinéma

#### Courts métrages
- 1981 : La Découverte d'Arthur Joffé
- 1982 : Merlin ou le Cours de l'or d'Arthur Joffé

#### Longs métrages
- 1982 : Le Gendarme et les Gendarmettes de Jean Girault : Le capitaine au côté de Jacques Francois
- 1983 : Prends ton passe-montagne, on va à la plage d'Eddy Matalon
- 1996 : Fantôme avec chauffeur de Gérard Oury
- 1997 : Sucre amer de Christian Lara : Victor Hugues
- 1998 : Tout baigne ! d"Éric Civanyan : Le pompier
- 2000 : Papa, je crack de Christian Lara : le chef de la police.
- 2001 : Voyage à Ouaga de Camille Mouyéké : Marcel
- 2002 : Sexes très opposés d'Éric Assous : L'obstétricien
- 2003 : Mais qui a tué Pamela Rose ? d'Éric Lartigau : Capitaine Donuts
- 2004 : Ne quittez pas ! d'Arthur Joffé : Le boucher
- 2008 : L'Ennemi public n° 1 de Jean-François Richet : Le brigadier-chef Deauville
- 2010 : Tout est encore possible de Christian Lara : Jack Cellini
- 2012 : Mais qui a retué Pamela Rose ? de Kad Merad et Olivier Baroux : Capitaine Donuts
- 2014 : Escaves et Coutisanes de Christian Lara : Le Maire
- 2018 : Yafa de Christian Lara : Le barman.
- 2021 : AL de Christian Lara : Le médecin de famille.

### Télévision

#### Téléfilms
- 1998 : Un amour de cousine de Pierre Joassin : le Chef de service
- 1998 : Le Monde à l'envers de Charlotte Brändström : Antoine
- 2000 : Le Secret d'Alice de Michaël Perrotta: Antoine
- 2004 : Dans la tête du tueur  de Claude-Michel Rome : Professeur Perrin
- 2004 : Ils voulaient tuer de Gaulle : Alexandre Sanguinetti
- 2007 : Les Liens du sang de Régis Musset : Tellier
- 2009 : Le Mystère Joséphine de Christian Lara : Robert Tascher de la Pagerie
- 2009 : L'École du pouvoir de Raoul Peck : le Préfet de Rodez
- 2012 : La Guerre du Royal Palace de Claude-Michel Rome : Paul, le chef cuisinier
- 2015 : Un été en Provence de Christian Lara : Le Maire

#### Séries télévisées
- 1987-1989 : Le Petit Théâtre de Bouvard
- 1989 : Marie Pervenche de Jean Sagols : Carlito (saison 3, épisode 4)
- 1991 : Les Années FM
- 1993-1995 : Les Week-ends de Léo et Léa : Rôle récurrent ;Le Maire
- 1993 : Navarro de Patrick Jamain : Mauléon (saison 6, épisode 7)
- 1994 : La Guerre des poux de Jean-Luc Trotignon
- 1995 : Audimeurtre  de Jean-Michel Ribes
- 1996 : Les Tiers-Mondains de Éric Civanyan :Rocco Jaguar
- 1997 : Vérité oblige de Claude-Michel Rome : Un avocat.
- 1999 : Les Cordier, juge et flic de Paul Planchon : Fabien Lesueur (saison 8, épisode 2)
- 2000 : Lyon, Police Spéciale de Bertrand Arthuys : Manin
- 2000 : Psy d'urgence de Edwin Baily
- 2002 : Julie Lescaut de Bernard Uzan : Père de Robin (saison 12, épisode 4)
- 2003 : La Crim' de Dominique Guillo : Le psy (saison 9, épisode 4)
- 2003 : Action Justice de Jean-Pierre Igoux
- 2004 : Zodiaque de Claude-Michel Rome : Le médecin légiste.
- 2004 : Trois pères à la maison de Stéphane Kappes : Mr Grolot
- 2004 : Même âge, même adresse
- 2004 : Petit Clamart de Jean-Teddy Filippe :Alexandre  Sanguinetti
- 2005 : Faites comme chez vous ! de Gil Galliot : Rôle récurrent ; Franckie Bernardy
- 2006 : Avocats et Associés de Christophe Barraud : Mr Schapira (saison 14, épisode 1)
- 2006 : SOS 18 de Bruno Garcia : Mr Berger (saison 3, épisode 4)
- 2007 : Attachez vos ceintures de Jean-Christophe Barc
- 2007 : Le juge est une femme de René Manzor : Jean Cariven (saison 3, épisode 2)
- 2009 : Les Bougon de Sam Karmann : Charles
- 2009 : Beauté fatale de Claude-Michel Rome : Le président du jury
- 2009-2011 : Braquo 1 et 2 d'Olivier Marchal : Rocky
- 2011 : Rani d'Arnaud Sélignac : Baron d'Argimont
- 2012 : La crise de Anne Roumanoff et David Freymond : Rôle récurrent; le Rédac chef